# BKK Diakonie
Die BKK Diakonie ist die Betriebskrankenkasse für Kirche, Diakonie und Menschen in sozialen Berufen. Sie wurde im Jahr 1903 in den von Bodelschwinghschen Stiftungen Bethel gegründet. Hervorgegangen ist die Betriebskrankenkasse Ende 2002 aus der BKK Bethel.

## Geschäftsstellen
Die BKK Diakonie hat ihren Stammsitz in Bielefeld-Gadderbaum. Daneben unterhält die Kasse Geschäftsstellen in Freistatt, Lobetal und Berlin.

## Beitragssätze
Die BKK Diakonie muss einen einkommensabhängigen Zusatzbeitragssatz erheben. Vom 1. Januar 2023 bis 30. Juni 2024 wurden 1,8 Prozent des beitragspflichtigen Einkommens erhoben. Ab 1. Juli 2024 erfolgte eine Erhöhung auf 2,69 Prozent, 2025 wird weiter auf 3,8 % erhöht.

## Geschichte
Gegründet wurde die BKK Diakonie im Jahr 1903 auf Initiative des damaligen Vorstandes der Von Bodelschwinghschen Anstalten Bethel Friedrich von Bodelschwingh. Unter dem Namen „Betriebskrankenkasse Krankenhilfe“ wurden den Mitarbeiten der von Bodelschwinghschen Stiftungen Bethel eine besondere medizinische Absicherung im Krankheitsfall zugänglich gemacht.
Infolge der Organisationsrechtsreform am 1. Januar 1996 fusionierten die drei Betriebskrankenkassen BKK Krankenhilfe Bethel, BKK Hoffnungstaler Anstalten in Lobetal und die BKK Lippische Domanial und Forstverwaltung in Bad Salzuflen zur BKK Bethel. Die BKK Hoffnungstaler Anstalten als Betriebskrankenkasse der gleichnamigen diakonischen Einrichtung im brandenburgischen Lobetal stellte zudem den ersten Schritt in die neuen Bundesländer dar. Bei der BKK Domanial und Forstverwaltung handelte es sich um die Betriebskrankenkasse des Landesverbandes Lippe und den zugehörigen Staatsbädern Bad Salzuflen und Horn-Bad Meinberg. Mit diesem Zusammenschluss verfügte die BKK Bethel zu diesem Zeitpunkt nunmehr über vier Geschäftsstellen. Die Standorte Freistatt und Lobetal haben bis heute Bestand. Im Vordergrund des Handelns stand bei der „neuen“ BKK Bethel weiterhin der diakonische Gedanke. Um die Entwicklung der BKK innerhalb von Kirche und Diakonie fortführen zu können, beschloss der Verwaltungsrat zum 1. Januar 1999 die Öffnung der BKK Bethel. Zunächst galt diese Öffnung lediglich für die Bereiche Westfalen-Lippe, Niedersachsen und Brandenburg. Hier musste sich die BKK Bethel fortan dem Wettbewerb in der Kassenlandschaft stellen und konnte durch die Ausrichtung auf Mitarbeitende in Kirche und Diakonie einen kontinuierlichen Mitgliederzuwachs verzeichnen. So hat sich der Mitgliederbestand der BKK von ca. 6000 Mitgliedern im Jahr 1980 auf heute über 35.000 Mitglieder entwickelt.
Seit dem 1. Dezember 2002 hat die „Krankenkasse für Kirche und Diakonie“ einen weiteren Schritt zur Sicherung des Unternehmens unternommen. Die Kooperation mit dem Diakonischen Werk wurde verstärkt und ausgebaut. Logische Folge dieser Vereinbarung war die Öffnung der BKK für weitere Bundesländer. In diesem Zuge wurde gleichzeitig eine Umfirmierung in „BKK Diakonie“ vorgenommen, um dem zukünftigen Anforderungsprofil auch namentlich Rechnung zu tragen.
Seitdem ist die BKK Diakonie nahezu bundesweit geöffnet (außer in Thüringen und im Saarland). Das Ziel bleibt unverändert die Positionierung als Krankenkasse für Kirche, Diakonie und soziale Berufe.

## Öffnung der BKK Diakonie
Die BKK Diakonie ist für folgende Bundesländer geöffnet: Baden-Württemberg, Bayern, Berlin, Brandenburg, Bremen, Hamburg, Hessen, Mecklenburg-Vorpommern, Niedersachsen, NRW-Rheinland, NRW-Westfalen-Lippe, Rheinland-Pfalz, Sachsen, Sachsen-Anhalt, Schleswig-Holstein, das heißt nicht für das Saarland und Thüringen.